# Una cantante di musica leggera
Una cantante di musica leggera è un singolo del cantautore Tricarico, il primo singolo estratto dall'ottavo album in studio Da chi non te lo aspetti - seconda parte e pubblicato l'11 novembre 2016.
Il singolo ha visto la partecipazione vocale della cantante Arisa, la quale lo ha inserito nella sua raccolta Voce - The Best Of.

## Tracce
1. Una cantante di musica leggera (feat. Arisa) – 3:48